# 12-та танкова дивізія СС «Гітлерюгенд»
12-та танкова дивізія СС «Гітлерюгенд» — німецька танкова дивізія у складі військ Ваффен-СС, що брала участь у бойових діях на Східному та Західному фронтах під час Другої світової війни.

## Історія

### Формування
У січні 1943 року группенфюрер СС Готтлоб Бергер запропонував рейхсфюреру СС Генріху Гіммлеру створити дивізію СС з вихованців гітлерюгенду. 10 лютого 1943 року було видано наказ за яким дозволялося формування дивізії СС «Гітлерюгенд» з призовників 1926 року народження, вік котрих становив 17 років (раніше для добровольців, що вступали в СС існував віковий ценз в 23 роки). Командиром дивізії був призначений оберфюрер СС Фріца Вітт з «Лейбштандарт СС Адольф Гітлер». З цієї ж дивізії було запозичено численні офіцерські кадри для формування дивізії СС «Гітлерюгенд». Шляхом конкурсу була створена символіка нової частини: руна Зіг (символ організації «Гітлерюгенд»), що перетинається з відмичкою (знак дивізії СС «Лейбштандарт СС Адольф Гітлер», який виник від прізвища її першого командира Йозефа Дітріха (нім. Dietrich — відмичка)).
До 1 вересня 1943 року було призвано понад 16 тисяч членів гітлерюгенду, які отримали шестимісячне навчання. Крім того, в дивізію було переведено понад 1 тис. ветеранів СС, а також досвідчених офіцерів з вермахту. Загальна чисельність особистого складу перивищила 20 тис. осіб при 150 танках. Під час навчань у Беверлоо (Бельгія) було вирішено реорганізувати створену як танково-гренадерську дивізію у танкову та змінити її назву на танкова дивізія СС «Гітлерюгенд». При перенумерації дивізій частин Ваффен-СС 22 жовтня 1943 року дивізія отримала номер 12, а її гренадерські полки — номера 25 і 26.
З червня 1944 року дивізія знаходилася на Західному фронті у Нормандії.

### Бої у Нормандії

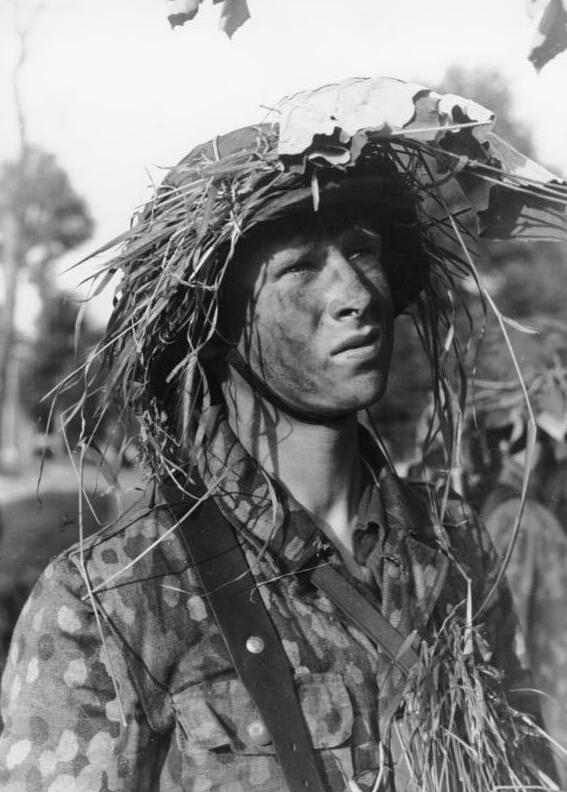
Вояк дивізії СС «Гітлерюгенд» в Нормандії. 1944 рік

6 червня 1944 року союзники почали операцію «Оверлорд» — вторгнення союзних військ до Нормандії, що відкривало Другий фронт у війні з Німеччиною. 12-та танкова дивізія СС «Гітлерюгенд» разом з 21-ю танковою дивізією були найближчими до місця висадки танковими частинами. Однак, внаслідок нальотів авіації, вони досягли місця бою лише о 22 годині 6 червня 1944 року поблизу Евресі.
7 червня 25-му танково-гренадерському полку СС на чолі зі штандартенфюрером СС Куртом Меєром разом з 12-м танковим полком СС вдалося відбити атаку канадських військ, при цьому було знищено 28 танків, а піхотний полк «Горці Нової Шотландії» (англ. Nova Scotia Highlanders) зазнав важких втрат. Під час цих боїв солдати 25-го танково-гренадерського полку вчинили військовий злочин, розстрілявши 20 канадських військовополонених.
8 червня 26-й танково-гренадерський полк під командою оберштурмбаннфюрера СС Вільгельма Монке досяг позиції західніше полку Меєра. Полк завдав удар в напрямку Сен-Манв'є-Норре та захопив стратегічно важливе селище.
14 червня королівський флот обстріляв позиції дивізії у Веноксі, при цьому загинув командир дивізії Фріц Вітт. Його місце посів Курт Меєр, ставши наймолодшим командиром дивізії у часи Другої світової війни (33 роки). Після війни Курта Меєра було звинувачено у військових злочинах за наказ не брати полонених.
Дивізія отримала наказ захопити Кан протягом наступних чотирьох тижнів, хоча союзні війська значно переважали чисельно, а підтримка з повітря була відсутня.
В перші тижні липня 1944 року дивізія зазнала важких втрат. Через це Меєр проігнорував наказ утримувати північну околицю Кана і відступив з залишками своїх військ на південь. На цей час втрати дивізії склали 4 тисячі вбитими, 8 тисяч пораненими і велика кількість зниклими безвісти.

### Відступ

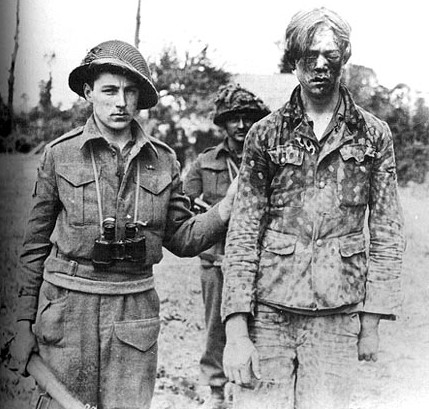
Панцергренадер дивізії СС «Гітлерюгенд» взятий у полон канадськими вояками. 9 серпня 1944 року

До 17 серпня 1944 року головні сили дивізії потрапили у Фалезький котел, діючи північніше міста Фалез. 29 серпня решткам дивізії вдалося вирватися з оточення, при цьому втративши з 6 червня близько 9 тис. чол., майже усі танки та більшу частину важкого озброєння та спорядження. До вересня особистий склад зменшився ще на 2 тис. чол. та становив 3 тис. осіб. Сам Курт Меєр був взятий у полон 6 вересня бельгійськими партизанами, внаслідок чого командування прийняв оберштурмбаннфюрер СС Губерт Меєр. Продовжуючи відступ, дивізія пройшла через Вієлсальм та Мальмеді. Досягнувши Західного оборонного валу, дивізія узяла участь в обороні каналу та району Ейфель.
В листопаді дивізія була переведена в Нієнбург, де вона була сформована заново. Губерта Меєра замінив оберштурмбаннфюрер СС Гуго Краас. Дивізія увійшла до складу 6-ї танкової армії СС під командуванням оберстгруппенфюрера СС Йозефа Дітріха для участі в операції «Вахта на Рейні».
Операція, що почалась 16 грудня 1944 року, попри усі зусилля не досягла поставленого завдання — прорвати оборону союзних військ. Причиною цього став запеклий спротив американських військ. Вслід за цим дивізія була відведена, щоб узяти участь в облозі Бастоні. До 18 січня 1945 року дивізія була змушена відійти до початкових рубежів.

### Угорщина й Австрія
20 січня 1945 року 6-та танкова армія СС отримала наказ про передислокацію у Східну Угорщину, з метою узяти участь в боях за Будапешт, де в оточення потрапили 45 тис. вояків з 9-го гірського корпусу СС. Перекидання частин почалося 2 лютого, а вже 4 лютого перші підрозділи прибули в район південніше Кольти. 5 лютого дивізія перейшла в наступ у міста Гран на Дунаї. До кінця місяця плацдарм біля Грана був ліквідований. Потім танкова дивізія СС «Гітлерюгенд» брала участь в боях за Паризький канал, Барт та при Бені.
Надалі дивізія взяла участь в наступі на озері Балатон, під час якого Німеччина планувала повернути собі нафтові родовища. Частини дивізії діяли недалеко від східної частини озера Балатон. Гітлер намагався тримати цю операцію у таємниці і наказав не проводити розвідку поля битви до початку наступа. Після початкового успіху операція була перервана радянським контрнаступом.
Після 15 березня дивізія СС «Гітлерюгенд» почала відступ за маршрутом Веспрем-Папа-Раба. Перейшовши Рабу та Шопронь, залишки дивізії прискореним маршем вирушили назустріч наступаючим, вглиб Австрії, американським військам. Пройшовши Еннс, вцілілі вояки дивізії здалися військам 65-ї піхотної дивізії 7-ї американської армії 8 травня 1945 року. З 21 300 чол. особистого складу, що був в дивізії станом на грудень 1943 року, в живих залишилося лише 455 солдат та офіцерів.

## Райони дислокації та ведення бойових дій
- Бельгія (червень 1943 — березень 1944);
- Північна Франція (березень — вересень 1944);
- Бельгія і Західна Німеччина (вересень — грудень 1944);
- Ардени (грудень 1944 — січень 1945);
- Західна Німеччина (січень — лютий 1945);
- Угорщина та Австрія (лютий 1945 — травень 1945).

## Командири дивізії
- Бригадефюрер СС та Генерал-майор Ваффен-СС Фріц Вітт (31 липня 1943 — 14 червня 1944)
- Бригадефюрер СС та Генерал-майор Ваффен-СС Курт Меєр (14 червня — 6 вересня 1944)
- Оберштурмбаннфюрер СС Губерт Меєр (6 вересня — 24 жовтня 1944)
- Бригадефюрер СС та Генерал-майор Ваффен-СС Фріц Кремер (24 жовтня — 13 листопада 1944)
- Бригадефюрер СС та Генерал-майор Ваффен-СС Гуго Краас (13 листопада 1944 — 8 травня 1945)

## Склад дивізії
- 12-й Танковий Полк СС
- 25-й Панцергренадерський Полк СС
- 26-й Панцергренадерський Полк СС
- 12-й Самохідний Артилерійський Полк СС
- 12-й Самохідний Розвідувальний Батальйон СС
- 12-й Батальйон Штурмових гармат СС
- 12-й Протитанковий Батальйон СС
- 12-й Зенітний Батальйон СС
- 12-й Саперний Батальйон СС
- 12-й Самохідний Батальйон зв'язку СС
- 12-й Самохідний Ремонтний Батальйон СС
- 12-й Санітарний Батальйон СС
- 12-й Батальйон Постачання СС

## НагородженіЛицарським хрестом Залізного хреста

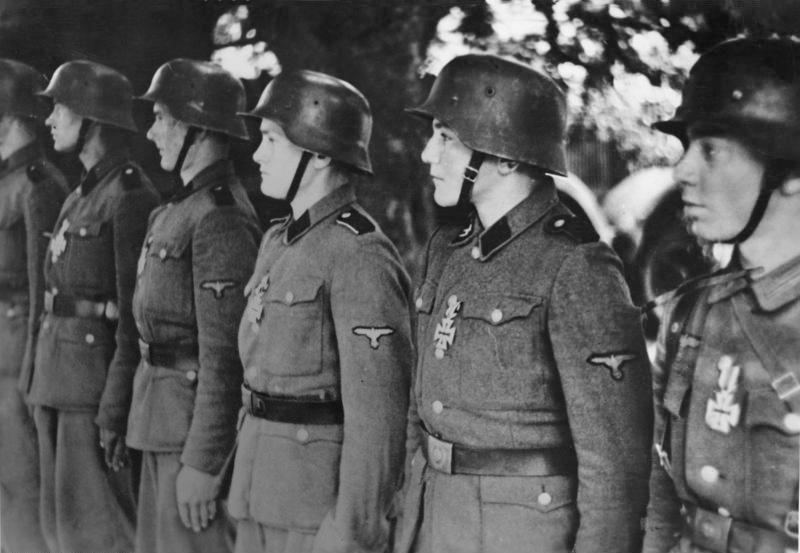
Бійці дивізії, щойно нагороджені Залізним хрестом 2-го класу

За час існування дивізії 18 осіб її особового складу були нагороджені Лицарським хрестом Залізного хреста.

### Лицарський хрест Залізного хреста (15)
- Карл Гайнц Прінц — Штурмбаннфюрер СС, командир 2-го Батальйону 12-го Танкового полку СС (11 липня 1944)
- Вільгельм Монке — Оберштурмбаннфюрер СС, командир 26-го Панцергренадерського Полку СС (11 липня 1944)
- Еріх Ольботер — Штурмбаннфюрер СС, командир 3-го Батальйону 26-го Панцергренадерського Полку СС (28 липня 1944)
- Еміль Дюрр — Унтершарфюрер СС, 4-та важка рота 26-го Панцергренадерського Полку СС (23 серпня 1944)
- Ганс Зігель — Гауптштурмфюрер СС, командир 8-ї роти 12-го Танкового полку СС (23 серпня 1944)
- Ганс Вальдмюллер — Штурмбаннфюрер СС, командир 1-го Батальйону 25-го Панцергренадерського Полку СС (27 серпня 1944)
- Арнольд Юргенсен — Штурмбаннфюрер СС, командир 1-го Батальйону 12-го Танкового полку СС (16 жовтня 1944)
- Рудольф Рой — Обершарфюрер СС, командир взводу у 1-й батареї 12-го Протитанкового Батальйону СС (16 жовтня 1944)
- Георг Гурдельбрінк — Оберштурмфюрер СС, командир 1-ї батареї 12-го Протитанкового Батальйону СС (16 жовтня 1944)
- Бернгард Краузе — Штурмбаннфюрер СС, командир 1-го Батальйону 26-го Панцергренадерського Полку СС (18 листопада 1944)
- Ріхард Рудольф — Обершарфюрер СС, командир взводу 12-го Танкового полку СС (18 листопада 1944)
- Фріц Екштайн — Роттенфюрер СС, 1-ша батарея 12-го Протитанкового Батальйону СС (18 листопада 1944)
- Зігфрід Мюллер — Штурмбаннфюрер СС, командир 25-го Панцергренадерського Полку СС (19 грудня 1944)
- Вернер Дамш — Гауптштурмфюрер СС, командир 1-го Батальйону 25-го Панцергренадерського Полку СС (17 квітня 1945)
- Оскар Дрекслер — Оберштурмбаннфюрер СС, командир 12-го Самохідного Артилерійського Полку СС (6 травня 1945)

### Лицарський хрест Залізного хреста з Дубовим листям (2)
- Макс Вюнше — Оберштурмбаннфюрер СС, командир 12-го Танкового полку СС (11 серпня 1944)
- Ґергард Бремер — Штурмбаннфюрер СС, командир 12-го Розвідувального Батальйону СС (26 листопада 1944)

### Лицарський хрест Залізного хреста з Дубовим листям і Мечами (1)
- Курт Мейер — Оберфюрер СС, командир 12-ї Танкової Дивізії СС «Гітлерюгенд» (27 серпня 1944)

## Відео
- 12. SS-Panzer-Division Hitlerjugend [Архівовано 5 грудня 2015 у Wayback Machine.]
- 12. SS.Panzer.Division.Hitlerjugend [Архівовано 20 листопада 2015 у Wayback Machine.]
- The 12th SS Panzer division in action: Normandy June '44
- Сучасна постановка Д-Дня у Франції [Архівовано 23 квітня 2011 у Wayback Machine.]